# Neuris Delgado Ramírez
Neuris Delgado Ramírez (* 17. September 1981) ist ein kubanischer Schachspieler.
Die paraguayische Einzelmeisterschaft konnte er viermal gewinnen: 2014, 2015, 2018 und 2019. Er spielte für Kuba bei drei Schacholympiaden: 2002 bis 2006 und für Paraguay bei drei Schacholympiaden: 2014 bis 2018. Außerdem nahm er für Kuba an zwei Mannschaftsweltmeisterschaften (2001 und 2005) und an den panamerikanischen Mannschaftsmeisterschaften (2003 und 2009) teil.
Beim Schach-Weltpokal 2017 in Tiflis scheiterte er in der ersten Runde an Santosh Gujrathi Vidit, ebenso beim Schach-Weltpokal 2019 in Chanty-Mansijsk in der ersten Runde an Luke McShane.
Im Jahre 1999 wurde ihm der Titel Internationaler Meister (IM) verliehen. Der Großmeister-Titel (GM) wurde ihm 2002 verliehen.
| Hier fehlt eine Grafik, die leider im Moment aus technischen Gründen nicht angezeigt werden kann. Wir arbeiten daran! |